# 尼任西克 (克羅列韋茨區)
51°36′50″N 33°21′50″E / 51.61389°N 33.36389°E
尼任斯凱（烏克蘭語：Ніжинське）是位於烏克蘭東北部的村莊，由蘇梅州科諾托普區的克羅萊韋茨市鎮負責管轄。該村距離薩扎爾基和阿爾秋霍韋1公里，海拔高度151米，2001年人口8。